# Afghanistan op de Olympische Zomerspelen 2016
Afghanistan was een van de deelnemende landen aan de Olympische Zomerspelen 2016 in Rio de Janeiro, Brazilië van 5 tot en met 21 augustus. De selectie bestond uit drie atleten, actief in het atletiek- en het judotoernooi. Judoër Mohammad Tawfiq Bakhshi droeg de Afghaanse vlag tijdens de openingsceremonie. Tijdens de Spelen wisten de Afghaanse atleten geen medailles te winnen.

## Deelnemers en resultaten
(m) = mannen, (v) = vrouwen 

### Atletiek
Mannen
Loopnummers
| atleet             | onderdeel | voorronde | voorronde | serie          | serie          | halve finale   | halve finale   | finale         | finale         |
| atleet             | onderdeel | tijd      | rang      | tijd           | rang           | tijd           | rang           | tijd           | rang           |
| ------------------ | --------- | --------- | --------- | -------------- | -------------- | -------------- | -------------- | -------------- | -------------- |
| Abdul Wahab Zahiri | 100 m     | 11,56     | 7         | niet geplaatst | niet geplaatst | niet geplaatst | niet geplaatst | niet geplaatst | niet geplaatst |

Vrouwen
Loopnummers
| atleet        | onderdeel | voorronde | voorronde | serie          | serie          | halve finale   | halve finale   | finale         | finale         |
| atleet        | onderdeel | tijd      | rang      | tijd           | rang           | tijd           | rang           | tijd           | rang           |
| ------------- | --------- | --------- | --------- | -------------- | -------------- | -------------- | -------------- | -------------- | -------------- |
| Kamia Yousufi | 100 m     | 14,02     | 8         | niet geplaatst | niet geplaatst | niet geplaatst | niet geplaatst | niet geplaatst | niet geplaatst |

### Judo
Mannen
| atleet                  | onderdeel | eerste ronde                      | tweede ronde         | kwartfinale          | halve finale         | herkansing           | finale / BM          | finale / BM |
| atleet                  | onderdeel | tegenstander uitslag              | tegenstander uitslag | tegenstander uitslag | tegenstander uitslag | tegenstander uitslag | tegenstander uitslag | rang        |
| ----------------------- | --------- | --------------------------------- | -------------------- | -------------------- | -------------------- | -------------------- | -------------------- | ----------- |
| Mohammad Tawfiq Bakhshi | –100 kg   | POR Jorge Fonseca V met 0000–1000 | niet geplaatst       | niet geplaatst       | niet geplaatst       | niet geplaatst       | niet geplaatst       | 33          |